# Provincia Djelfa
Provincia Djelfa (în arabă الجلفة) este o unitate administrativă de gradul I (wilaya) a Algeriei. Reședința sa este orașul Djelfa.